# Rajd Doolittle’a
Rajd Doolittle’a – przeprowadzony 18 kwietnia 1942 roku za pomocą 16 bombowców B-25 Mitchell szósty rajd amerykańskich lotniskowców w wojnie na Pacyfiku podczas II wojny światowej, pierwszy w historii atak na terytorium macierzyste Cesarstwa Wielkiej Japonii.
Wywołany japońskim uderzeniem na Pearl Harbor amerykański atak odwetowy został przeprowadzony z dowodzonego przez admirała Williama Halseya zespołu dwóch lotniskowców amerykańskiej marynarki wojennej w eskorcie krążowników i niszczycieli, przez grupę bombowców lotnictwa Armii dowodzonych przez pułkownika Jamesa Doolittle'a. Atak nie został przeprowadzony w celu zadania istotnych strat Japonii, jego celem była jednak odpowiedź na japoński atak, z zamiarem podniesienia dzięki temu podupadłego morale amerykańskiego społeczeństwa. W rzeczywistości miał strategiczne konsekwencje w postaci utraty poczucia bezpieczeństwa w japońskim społeczeństwie oraz przyśpieszenia japońskiego ataku na Midway celem zniszczenia amerykańskich lotniskowców.

## Geneza uderzenia
7 grudnia 1941 roku, kilka godzin po japońskim ataku na Pearl Harbor, prezydent Franklin Delano Roosevelt nakazał najwyższym dowódcom wojskowym znalezienie sposobu odwetowego uderzenia na Japonię. Gdy w pierwszych miesiącach 1942 roku amerykańskie morale było stale nadszarpywane kolejnymi klęskami aliantów na wszystkich frontach II wojny światowej, Roosevelt kilkakrotnie wracał do tematu domagając się opracowania sposobu na zbombardowanie imperium japońskiego. Zwłaszcza od amerykańskiej marynarki wojennej domagał się przeprowadzenia ataku, który pomógłby odbudować morale.

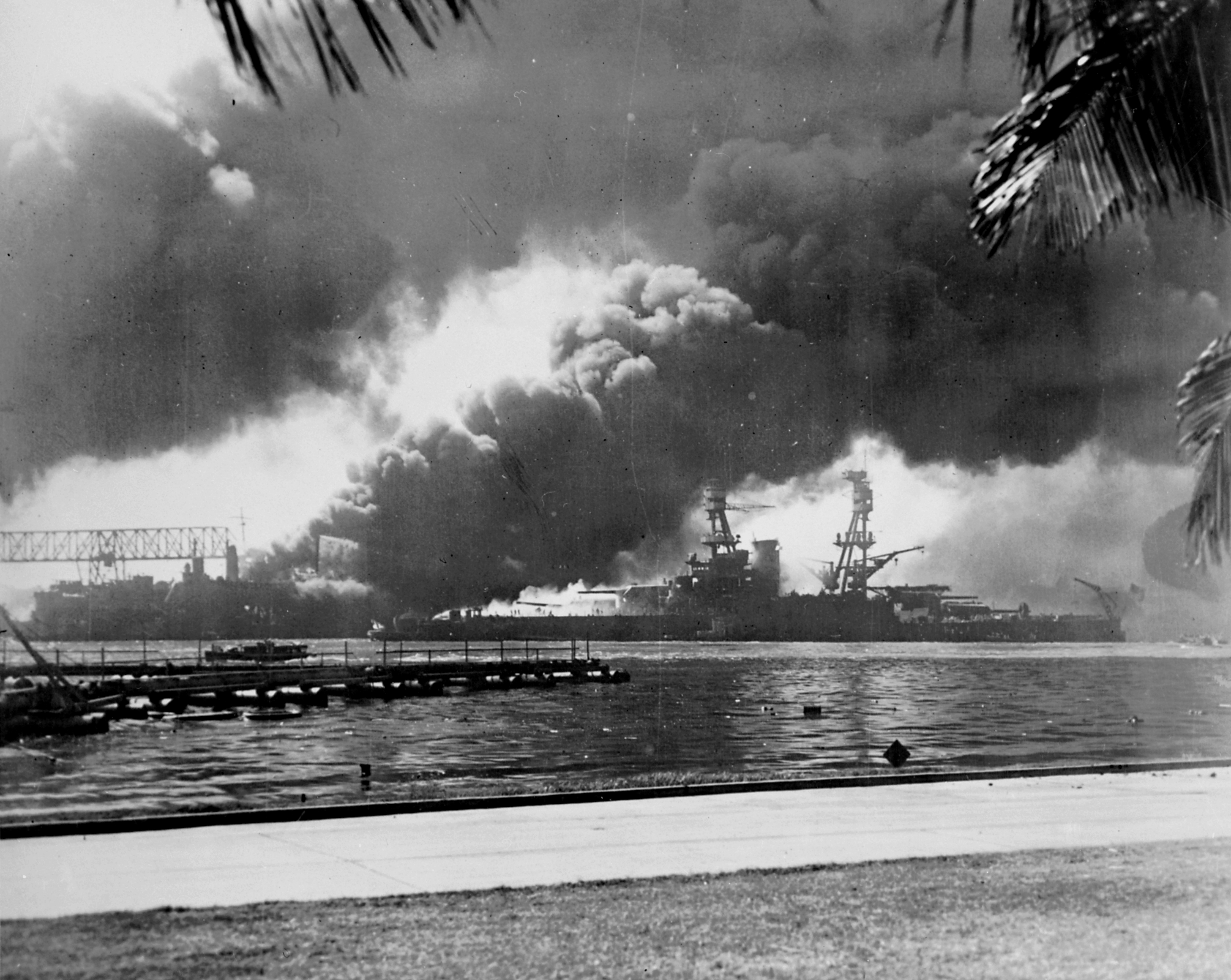
USS „Nevada” (BB-36) oraz płonący po eksplozji USS „Shaw” (DD-373) podczas ataku na Pearl Harbor

Adm. King wyznaczył komandorów Francisa „Frog” Lowa oraz Donalda Duncana do ustalenia realnych sposobów wykonania uderzenia. Podstawową trudnością były ogromne odległości między Japonią a wszystkimi lądowymi lotniskami, z których mogłoby zostać wykonane bombowe uderzenie dalekiego zasięgu. W ramach prac nad tym problemem, rozpatrywano atak z terytorium Chin, Związku Radzieckiego i z Aleutów. Z różnych przyczyn jednak, każda z tych opcji została odrzucona. Możliwe było wykonanie uderzenia lotniczego z pokładów lotniskowców, jednak pokładowe grupy lotnicze musiały startować z odległości nie większej niż 200 mil od japońskiego brzegu, gdzie lotniskowce musiałyby czekać na ich powrót. Stwarzało to nieakceptowalne ryzyko dla najważniejszych po zniszczeniu pancerników okrętów United States Navy.
Podczas wizyty w bazie marynarki w Norfolk celem inspekcji nowo przyjętego do służby lotniskowca USS „Hornet” (CV-8), „Frog” Low zauważył wymalowany na pasie startowym lotniska obrys pokładu startowego lotniskowca. Obrys ten służył do ćwiczeń pilotów i był nieco dłuższy niż rzeczywisty pokład startowy, celem skompensowania braku przeciwnego wiatru wynikającego z ruchu okrętu pod wiatr, był jednak odpowiedni do startu także bombowców średnich. Low miał na tej podstawie pomysł, że dwusilnikowe bombowce mogłyby wystartować z lotniskowca z większej odległości niż musiałyby to uczynić samoloty pokładowe i wykonując lot w jedną stronę, mogłyby zbombardować Tokio, po czym po locie nad Morzem Wschodniochińskim wylądować w Chinach. Operacja taka wiązała się z dużym stopniem ryzyka zarówno dla lotniskowców jak i dla załóg bombowców, jej zaletą był jednak fakt, że byłaby całkowicie niespodziewana dla japońskiego dowództwa.

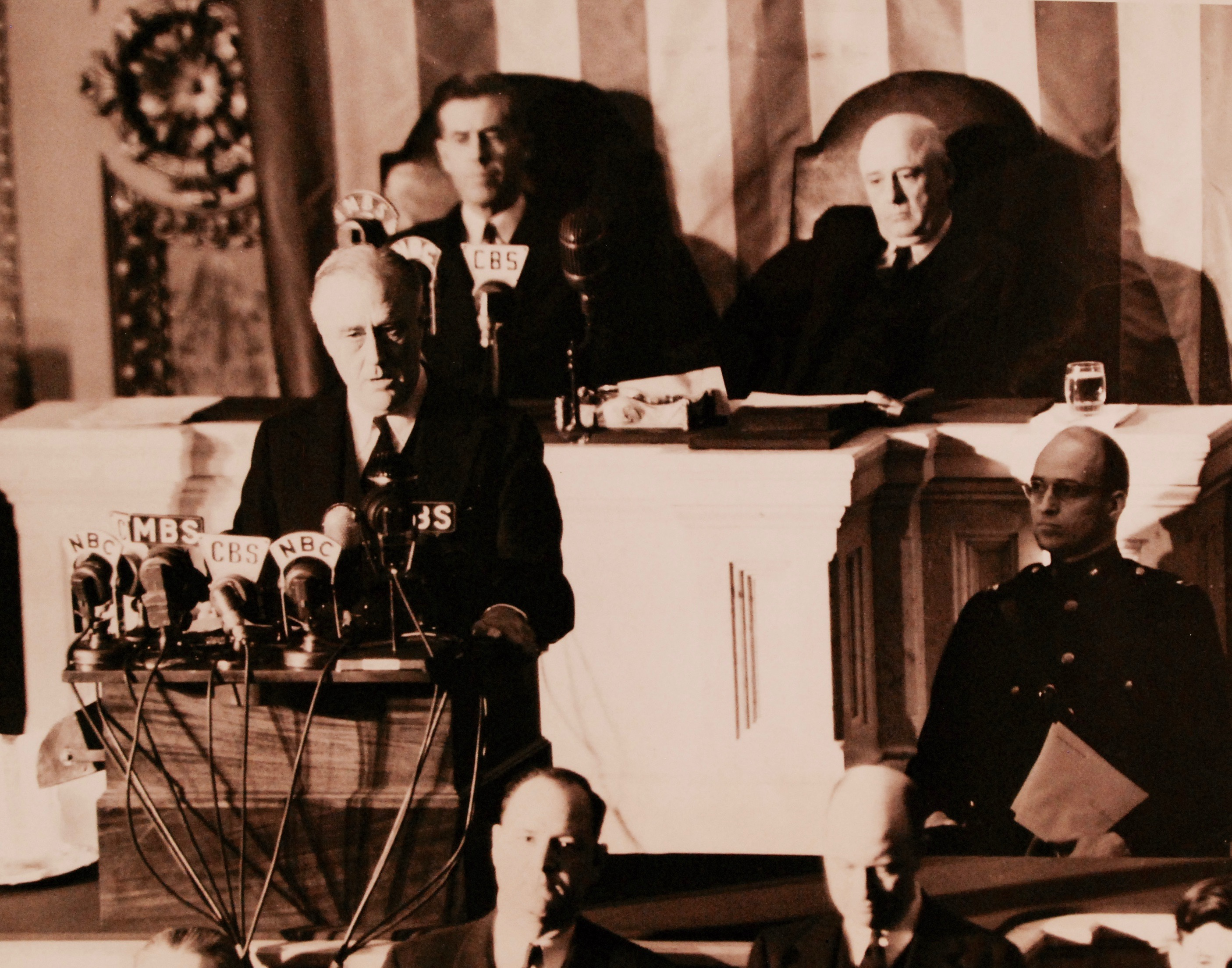
Prezydent Franklin Delano Roosevelt podczas swojego najsłynniejszego przemówienia do narodu, o „dacie która będzie żyła w niesławie”

Po utracie bądź uszkodzeniu pięciu pancerników w Pearl Harbor i konieczności utrzymywania dużych sił na Atlantyku do walki z Kriegsmarine, jedyną realną siłą US Navy na Pacyfiku – obok okrętów podwodnych – zostały trzy lotniskowce typów Lexington i Yorktown. Zostały one wprawdzie wzmocnione przez przejście na Pacyfik USS „Yorktown” (CV-5), już jednak w styczniu na pół roku wyłączona została z użytku storpedowana USS „Saratoga” (CV-3). Do czasu przybycia USS „Hornet” (CV-8) na Pacyfik w marcu 1942 roku, Flota Pacyfiku dysponowała więc jedynie trzema lotniskowcami, wobec dziesięciu lotniskowców różnej wielkości w składzie Połączonej Floty. Nie dysponując więc siłami niezbędnymi do przeciwstawienia się wprost japońskiej flocie, admirałowie Ernest King i Chester Nimitz – który 31 grudnia 1941 roku objął stanowisko po zdymisjonowanym dowódcy Floty Pacyfiku Husbandzie Kimmelu – opracowali plan szybkich uderzeń pojedynczych lotniskowców na wysunięte placówki japońskie. Doszło wobec tego do wypadów lotniskowców na Wyspy Marshalla i Gilberta, rajdów na Rabaul, na atol Wake, na Salamaua i Lae, a także na położoną bardzo niedaleko Tokio wyspę Marcus. Celem tych rajdów nie miało być zadanie Japonii poważnych strat, lecz zgodnie z opracowaną podczas konferencji Arcadia między Rooseveltem a Churchillem doktryną „Germany First”, nękanie sił japońskich.
Przygotowywany na żądanie prezydenta Roosevelta rajd na Tokio według koncepcji kmdr. Lowa, wpisywał się więc w ogólną strategię użycia floty przyjętą przez admirałów Kinga i Nimitza. 10 stycznia 1942 roku Low przedstawił swoją koncepcję admirałowi Kingowi, ten zaś poinformował o niej dowódcę sił powietrznych armii generała Henry’ego „Hapa” Arnolda. Gen. Arnold przyjął koncepcję Lowa entuzjastycznie i niezwłocznie wybrał pułkownika Jamesa Doolittle'a jako dowódcę przyszłej operacji, i nie informując go początkowo o celu misji, polecił mu zebranie grupy ochotników w bazie Englin na Florydzie.

## Trening i testy

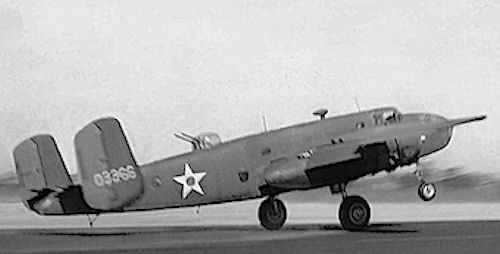
Jeden z bombowców B-25 Doolittle'a podczas treningu skróconego startu w bazie Englin na Florydzie

Wśród dostępnych samolotów, do przeprowadzenia ataku rozważano dwusilnikowe średnie bombowce North American B-25 Mitchell, Martin B-26 Marauder, Lockheed B-34 Lexington, Douglas B-18 Bolo, Douglas A-20 Havoc. Ostatecznie z uwagi na udźwig, zasięg i niewielką rozpiętość skrzydeł, płk Doolittle wybrał B-25B Mitchell. Po dokonaniu kilku improwizowanych modyfikacji, B-25 mógł zostać skonfigurowany do przeniesienia tony bomb na odległość 2400 mil morskich. Zainstalowano w tym celu dodatkowe zbiorniki paliwa w luku bombowym, przejściu dla załogi i dolnej wieży strzelca, które podwoiły ich łączną pojemność, w stosunku do normalnie skonfigurowanego B-25. Jednocześnie usunięto z samolotów wszystkie elementy które nie uznawano za niezbędne dla powodzenia misji – radio, karabiny dolnej wieży oraz celownik Nordena.

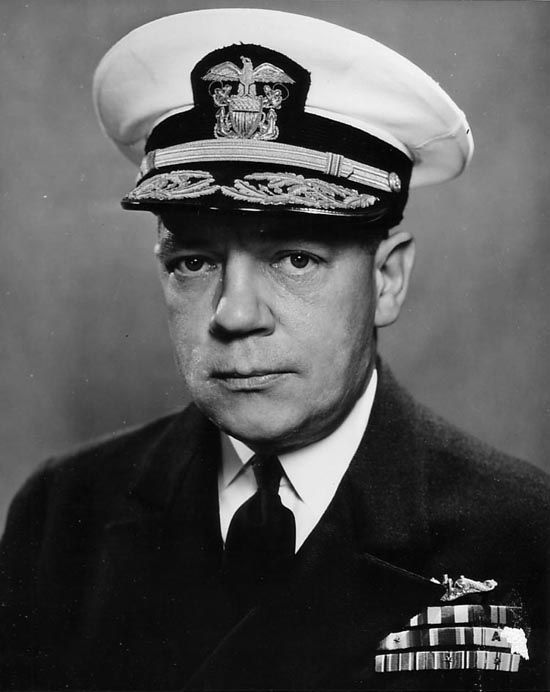
Francis „Frog” Low w stopniu admirała w 1943 roku

Tymczasem 2 lutego 1942 roku, w bazie w Norfolk, okrętowy dźwig podniósł na pokład USS „Hornet” (CV-8) dwa bombowce B-25. Wydarzenie to utrzymywane było wówczas w tak dużej tajemnicy, że nie zostało odnotowane w dzienniku okrętowym, ani też w żadnej innej urzędowej dokumentacji. Zaraz potem okręt opuścił Naval Station Norfolk, a o godzinie 01:27 po południu, pierwszy z bombowców, z workami wypełnionymi piaskiem w komorze bombowej symulującymi połowę ładunku bombowego, udanie wystartował z pokładu. Kilka godzin później drugi samolot, z symulacją pełnego ładunku bombowego, uniósł się w powietrze. Jeszcze jednak przed startem pierwszego samolotu, łączna prędkość wiatru wynikająca z prędkości 25 węzłów okrętu i przeciwnej do jego ruchu prędkości wiatru wzdłuż pokładu, wynosiła 45 mil na godzinę (72 km/h), co oznaczało że samoloty startując, potrzebowały do oderwania się z pokładu przyśpieszyć jeszcze tylko o 25 mil na godzinę (40 km/h).

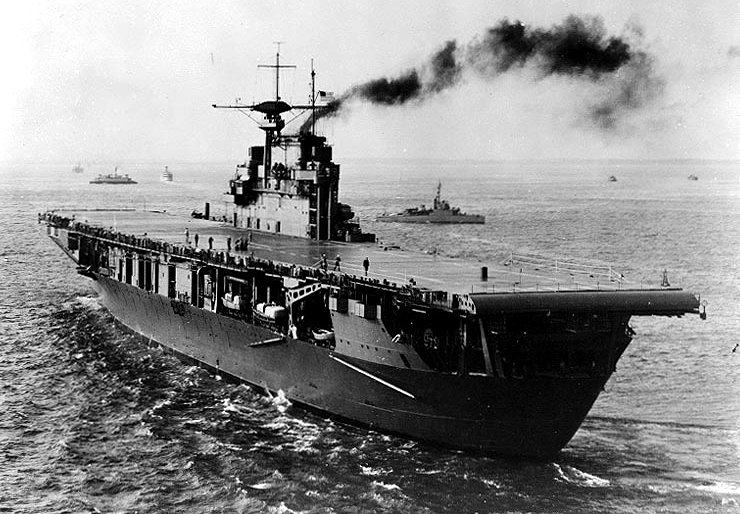
USS „Hornet” (CV-8), trzeci i ostatni lotniskowiec typu Yorktown, został wyznaczony do dostarczenia bombowców B-25 w pobliże Japonii

Grupa ochotników z 17. Grupy Bombardującej, dla 22 załóg, która zebrała się w Englin 1 marca, miała dotąd doświadczenie w startach z pasa startowego o długości 1500 metrów, tymczasem została poddana szkoleniu w starcie samolotem o masie 14 000 kg z fragmentu pasa o długości odpowiadającej połowie długości pokładu lotniczego lotniskowca. Do szkolenia pilotów armii zaangażowany został instruktor lotnictwa marynarki z bazy Pensacola kpt. Henry Miller, którego zadaniem było nauczenie pilotów techniki skróconego startu średnim bombowcem z pokładu lotniskowca. Jednocześnie jednak kpt. Miller przyznawał, że nigdy wcześniej sam nie wykonał takiego startu. Piloci armii poinformowali go, że B-25 wymaga do oderwania się od pasa startowego 110 mil na godzinę (177 km/h) prędkości przeciwnego wiatru. Już jednak w pierwszym dniu treningu, kpt. Miller ustalił, że przy pełnym wychyleniu klap, B-25 może wznieść się w powietrze już przy prędkości wiatru 65–70 mph (112 km/h), co jest z łatwością osiągalne przy ruchu lotniskowca pod wiatr.

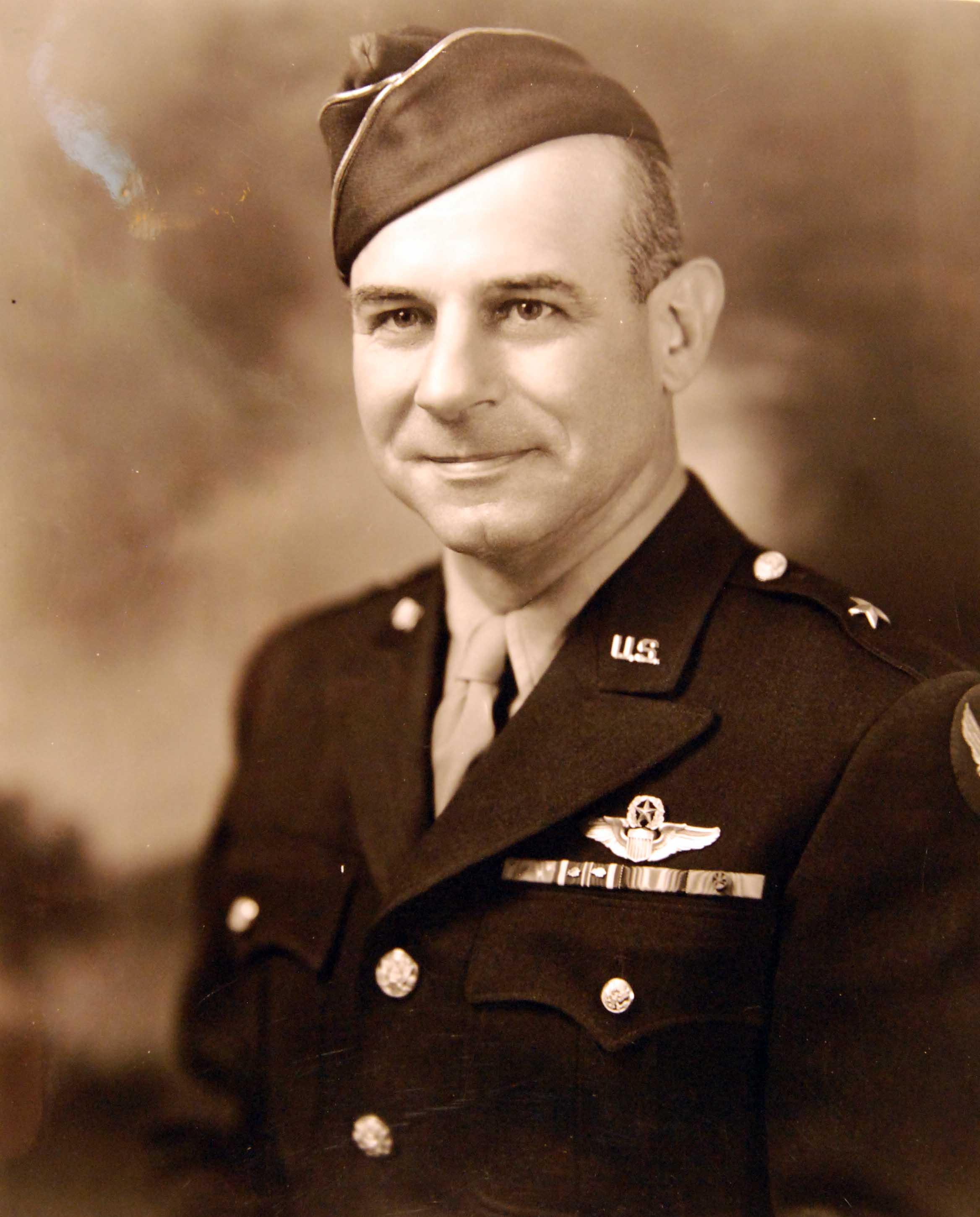
Płk James Doolittle

Miller musiał jednak nauczyć pilotów armii prawidłowego ustawiania ciśnienia kolektorów, maksymalnego utrzymywania pedału hamulców i ich gwałtownego zwalniania po osiągnieciu przez silniki pełnej mocy. W czasie całego treningu jednak, ani piloci, ani nawet płk. Doolittle, nie wiedzieli jaki jest cel całego szkolenia i do wykonania jakiej misji są przygotowywani. Dopiero gdy gen. Arnold poinformował adm. Kinga, że piloci Doolittle'a są gotowi, szef operacji morskich US Navy wezwał pułkownika do Waszyngtonu, celem wtajemniczenia go w szczegóły przygotowywanej operacji. W międzyczasie, piloci zaczęli ćwiczyć loty bombowcem w stylu pilotów myśliwskich – z dużą prędkością na minimalnej wysokości. Tak też – tuż nad ziemią – mieli następnie przelecieć swoimi samolotami przez całe Stany Zjednoczone z Englin do bazy McClellan koło Sacramento w Kalifornii.

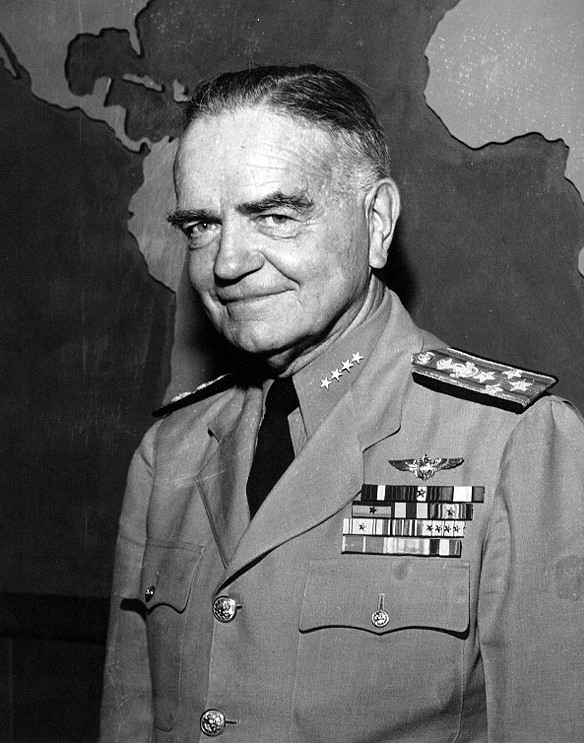
Adm. William Halsey, z pokładu „Enterprise” dowodził większością rajdów amerykańskich lotniskowców w 1942 roku

W czasie transferu pilotów i samolotów na Zachodnie Wybrzeże, kmdr Duncan poleciał do Pearl Harbor aby wprowadzić w plany dowódcę Floty Pacyfiku adm. Chestera Nimitza oraz admirała Williama Halseya, który na pokładzie USS „Enterprise” (CV-8) objąć miał dowództwo nad całą operacją. Po powrocie z Hawajów, kmdr Duncan wprowadził w plany operacji dowodzącego w tym czasie USS „Hornet” (CV-8) kmdra Marca Mitschera. Gdy piloci Doolittle'a wznowili na Zachodnim Wybrzeżu treningi skróconego startu, Ich dowódca poleciał do San Francisco na tajne spotkanie w cztery oczy z adm. Halseyem, który przyleciał w tym celu z Oʻahu. Najbardziej w tym czasie szanowany z dowódców amerykańskich lotniskowcowych grup uderzeniowych, odbył już dotąd ze swoim „Enterprise” kilka rajdów na kontrolowane przez Japonię wyspy na Pacyfiku, w tym rajd na Marcus, zaledwie 600 mil od dużej japońskiej bazy na wyspie Bonin i 960 mil od Tokio.
1 kwietnia 1942 roku, wszystkie samoloty przeleciały z lotniska Willows do bazy lotniczej marynarki w Alameda, gdzie znajdował się już także lotniskowiec „Hornet” kmdra. Marca Mitschera. Do Alameda przyleciał wówczas również płk. Doolittle, który rozkazał załogom przykołować samolotami do nabrzeża. Wypytał wówczas również załogi o samopoczucie i stan samolotów, po czym samoloty których załogi wspomniały o jakichkolwiek problemach technicznych, zostały odholowane do hangaru, a większość ich załóg wykluczona z operacji. Ostatecznie okrętowy dźwig podniósł na pokład stojącego przy nabrzeżu „Horneta” 16 bombowców. Na pokład okrętu weszło także parę załóg samolotów wykluczonych, które stanowić miały załogi rezerwowe. Do tej pory jednak, ani załoga Horneta, ani nawet piloci Doolittle'a, nie wiedzieli jaki jest cel załadunku samolotów na pokład startowy okrętu, spekulując, większość uważała że „Hornet” popłynie z kolejną misją transportową celem dostarczenia B-25 do Pearl Harbor bądź nawet do Islandii, lub inne miejsce na świecie.

## Przebieg akcji

### Atak
17 kwietnia 1942 roku, zachowując przez cały czas ciszę radiową, okręty osiągnęły pozycję o 1000 Mm od Tokio. Po pobraniu paliwa lotniskowce w asyście krążowników skierowały się na zachód w stronę wyspy Hokkaido. Start samolotów miał nastąpić w odległości 500 Mm od Tokio.
18 kwietnia zespół okrętów został dostrzeżony przez japoński okręt patrolowy „Dai-23 Nittō Maru”, który przez radio zaalarmował dowództwo. W obawie o bezpieczeństwo zespołu i powodzenie ataku Amerykanie zadecydowali o przyspieszeniu o dziesięć godzin startu samolotów, które miały teraz o 150 mil morskich więcej do pokonania.
Zmieniła się również pora ataku – zamiast w nocy nalot miał być dokonany w dzień, kiedy pobliskie garnizony japońskie były w stanie najwyższej gotowości bojowej.
O godzinie 8:00 wiceadmirał Halsey wydał rozkaz startu samolotów. Maszyny osiągnęły cele w Japonii około południa. W Tokio trafiły akurat na końcową fazę ćwiczeń przeciwlotniczych i zostały wzięte za maszyny japońskie. Samoloty dokonały zrzutu bomb na: Tokio, Nagoję, Kobe i Osakę. W stolicy Japonii zniszczyły fabrykę czołgów, składy broni i japoński okręt stojący w suchym doku. Zaskoczenie było całkowite, żaden z bombowców nie został zestrzelony przez obronę przeciwlotniczą.
Pytany później przez dziennikarzy o to, skąd wystartowały samoloty, prezydent Roosevelt odpowiedział: „Wystartowali z Shangri-La”. Ze względu na tajemnicę wojskową, nie mógł ujawnić, że start odbył się z lotniskowca. Shangri-La to w mitologii tybetańskiej ukryta kraina-raj, którą do amerykańskiej kultury masowej wprowadził James Hilton (1900–1954) w powieści Zaginiony horyzont wydanej w 1933. Później, niejako na pamiątkę tego wydarzenia, jeden ze zbudowanych w czasie wojny lotniskowców typu Essex (w lutym 1944) nazwano właśnie „Shangri-La”.

### Powrót
Okazało się, że w jednym z bombowców gaźniki zostały źle wyregulowane, przez co maszyna zużywała więcej paliwa. Jej dowódca postanowił odlecieć do ZSRR i wylądował w pobliżu Władywostoku. Tam lotnicy zostali internowani (Związek Radziecki nie był wówczas w stanie wojny z Japonią). Załodze udało się jednak przekupić strażników i uciec po roku internowania, a potem przez Cesarstwo Iranu dotrzeć do USA. Był to jedyny z szesnastu samolotów, który wylądował.
Pozostali lotnicy wyskoczyli ze swych maszyn nad Chinami lub nad morzem (trzy załogi), jeden z nich został zabity w czasie skoku. Wszyscy ukrywali się do chwili odnalezienia przez Chińczyków z Kuomintangu, którzy pomogli im przetrwać. Ludność chińska drogo za to zapłaciła, kiedy w odwecie podczas operacji Zhejiang–Jiangxi wojska japońskie zabiły 250 000 ludzi. Japończycy pojmali dwie załogi, dwóch lotników utonęło. Ośmiu pozostałych skazano na śmierć. Pięć z tych wyroków zamieniono na dożywotnie pozbawienie wolności, jeden zmarł w niewoli. Trzech lotników rozstrzelano.

## Samoloty biorące udział w nalocie

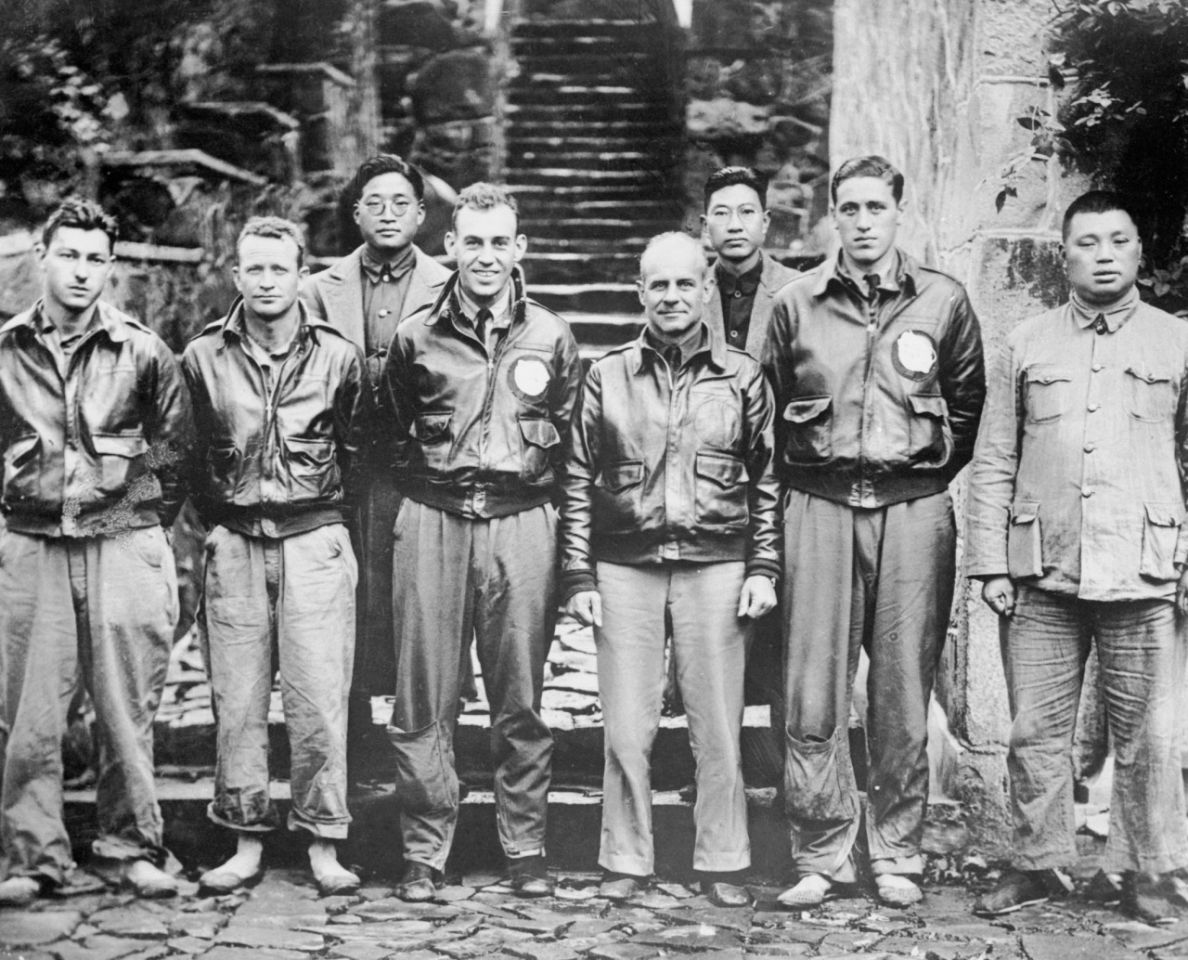
James Doolittle (piąty od lewej) wraz z członkami załogi swojego B-25 po wylądowaniu w Chinach

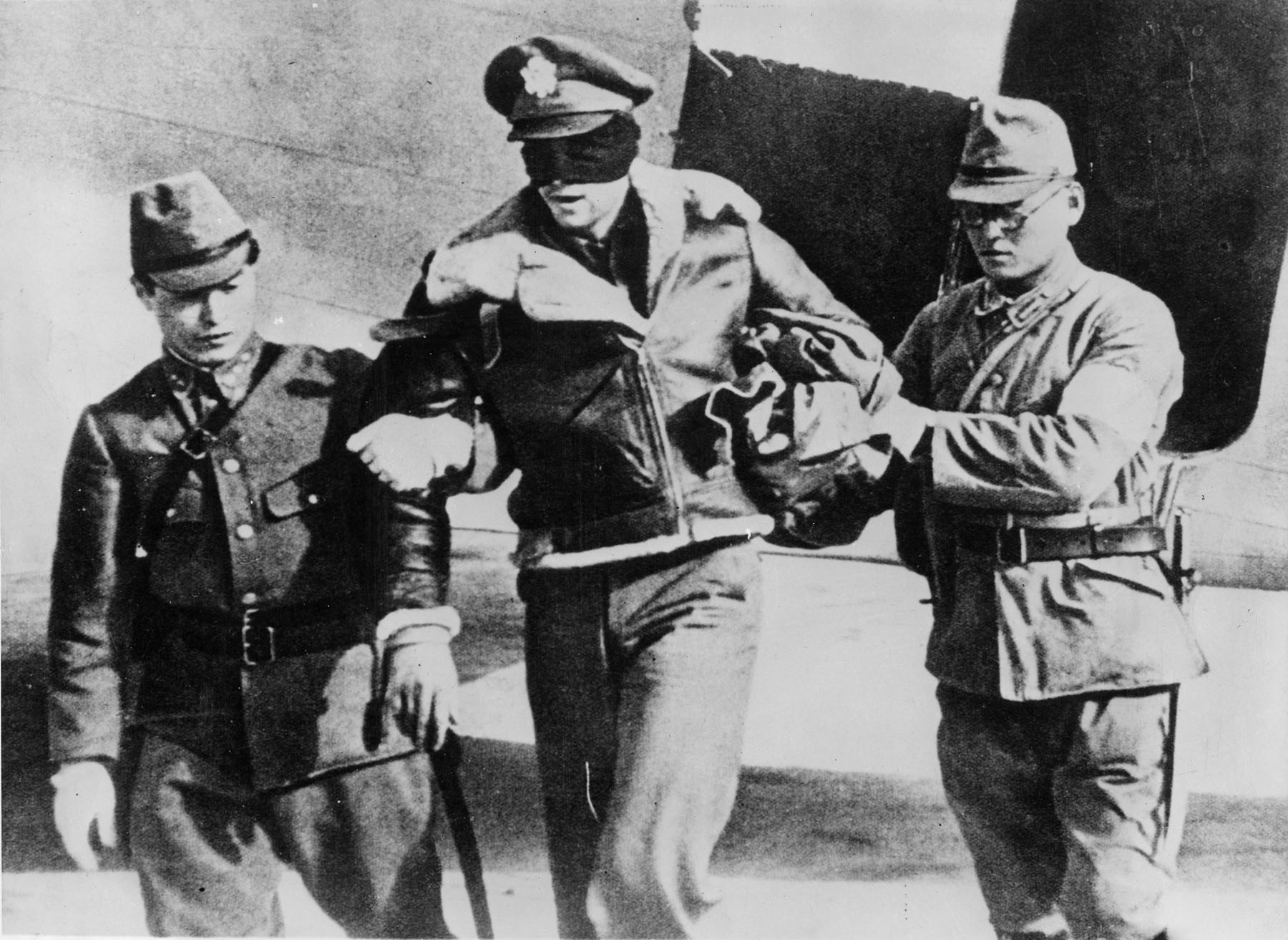
Robert L. Hite – II pilot maszyny nr 16 w japońskiej niewoli (1942)

Szesnaście B-25 według kolejności startu z USS „Hornet”
| Numer seryjny | Przydomek             | Jednostka                | Cel      | Dowódca                   | Po nalocie                  |
| 40-2344       |                       | 34. Eskadra Bombowa      | Tokio    | ppłk James H. Doolittle   | rozbity k. Zhuzhou (Chiny)  |
| 40-2292       |                       | 37. Eskadra Bombowa      | Tokio    | ppor. Travis Hoover       | rozbity k. Ningbo (Chiny)   |
| 40-2270       | Whiskey Pete          | 95. Eskadra Bombowa      | Tokio    | ppor. Robert M. Gray      | rozbity k. Zhuzhou (Chiny)  |
| 40-2282       |                       | 95. Eskadra Bombowa      | Tokio    | ppor. Everett W. Holstrom | rozbity k. Shangrao (Chiny) |
| 40-2283       |                       | 95. Eskadra Bombowa      | Tokio    | kpt. David M. Jones       | rozbity k. Zhuzhou (Chiny)  |
| 40-2298       | The Green Hornet      | 95. Eskadra Bombowa      | Tokio    | ppor. Dean E. Hallmark    | rozbity u wybrzeży Chin     |
| 40-2261       | The Ruptured Duck     | 95. Eskadra Bombowa      | Tokio    | ppor. Ted W. Lawson       | rozbity u wybrzeży Chin     |
| 40-2242       |                       | 95. Eskadra Bombowa      | Tokio    | kpt. Edward J. York       | wylądował w ZSRR            |
| 40-2303       | Whirling Dervish      | 34. Eskadra Bombowa      | Tokio    | ppor. Harold F. Watson    | rozbity k. Nanchang (Chiny) |
| 40-2250       |                       | 89. Eskadra Rozpoznawcza | Tokio    | ppor. Richard O. Joyce    | rozbity k. Zhuzhou (Chiny)  |
| 40-2249       | Hari Kari-er          | 89. Eskadra Rozpoznawcza | Jokohama | kpt. C. Ross Greening     | rozbity k. Zhuzhou (Chiny)  |
| 40-2278       | Fickle Finger of Fate | 37. Eskadra Bombowa      | Jokohama | ppor. William M. Bower    | rozbity k. Zhuzhou (Chiny)  |
| 40-2247       | The Avenger           | 37. Eskadra Bombowa      | Yokosuka | ppor. Edgar E. McElroy    | rozbity k. Nanchang (Chiny) |
| 40-2297       |                       | 89. Eskadra Rozpoznawcza | Nagoja   | mjr John A. Hilger        | rozbity k. Shangrao (Chiny) |
| 40-2267       | TNT                   | 89. Eskadra Rozpoznawcza | Kobe     | ppor. Donald G. Smith     | rozbity u wybrzeży Chin     |
| 40-2268       | Bat Out of Hell       | 34. Eskadra Bombowa      | Nagoja   | ppor. William G. Farrow   | rozbity k. Ningbo (Chiny)   |

## Znaczenie
Atak na Tokio nie spowodował znaczących szkód, ale wywarł ogromny wpływ psychologiczny – Japończykom uświadomił, że ich terytorium jest w zasięgu samolotów przeciwnika, Amerykanom dał wiarę w zwycięstwo nad niepokonanym dotąd wrogiem. Atak został porównany do ciosu szpilką wbitą w serce Japończyków, podczas gdy o ataku na Pearl Harbor mówiono jako o ranie zadanej Amerykanom mieczem. W Japonii wywołał jednak szok, który według niektórych relacji doprowadził do depresji admirała Isoroku Yamamoto, który odwołał z rejsu do Truk całą eskadrę japońskich okrętów podwodnych oraz zmienił plany powracających z rajdu na Ocean Indyjski lotniskowców: „Akagi”, „Hiryū” i „Sōryū”, nakazując im przechwycenie nieznanego wrogiego zespołu okrętów. Gdy do Tokio zaczęły docierać meldunki o rozbitych amerykańskich bombowcach na terytorium Chin, japońskie wojsko rozpoczęło poszukiwania ich załóg oraz rozpoczęło masowe represje wobec ludności cywilnej podejrzewanej o udzielanie pomocy amerykańskim pilotom. Według raportów z Chin, w odpowiedzi na rajd Doolittle’a japońskie wojsko wymordowało około 250 000 cywili, używając do tego celu również broni biologicznej, w postaci zarazków cholery i dżumy. Amerykański atak pomógł także admirałowi Yamamoto przeforsować w japońskim dowództwie sił zbrojnych plan ataku na Midway, jako sposób na zmuszenie amerykańskich okrętów lotniczych do walnej bitwy i zniszczenie ich.
Japończycy pozostawili w wyniku ataku znaczne siły lotnicze do obrony wysp macierzystych. Rajd rozpoczął naloty na Japonię, które ostatecznie miały ogromny wpływ na losy wojny.

## Pamięć

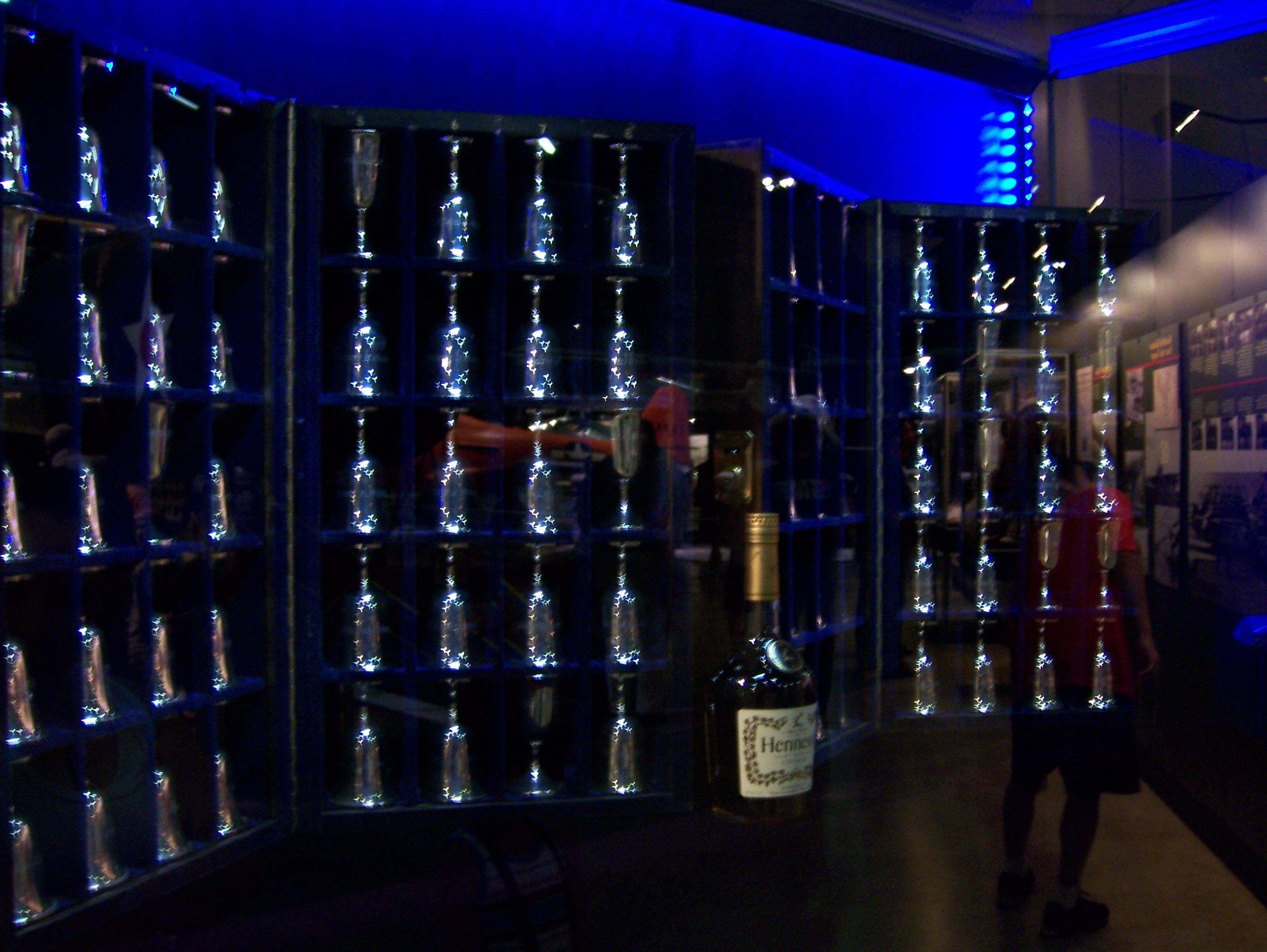
Puchary „raidersów” (większość z nich ustawiona do góry stopką) i butelka koniaku Hennessy rocznik 1896 w ekspozycji w Narodowym Muzeum Sił Powietrznych Stanów Zjednoczonych

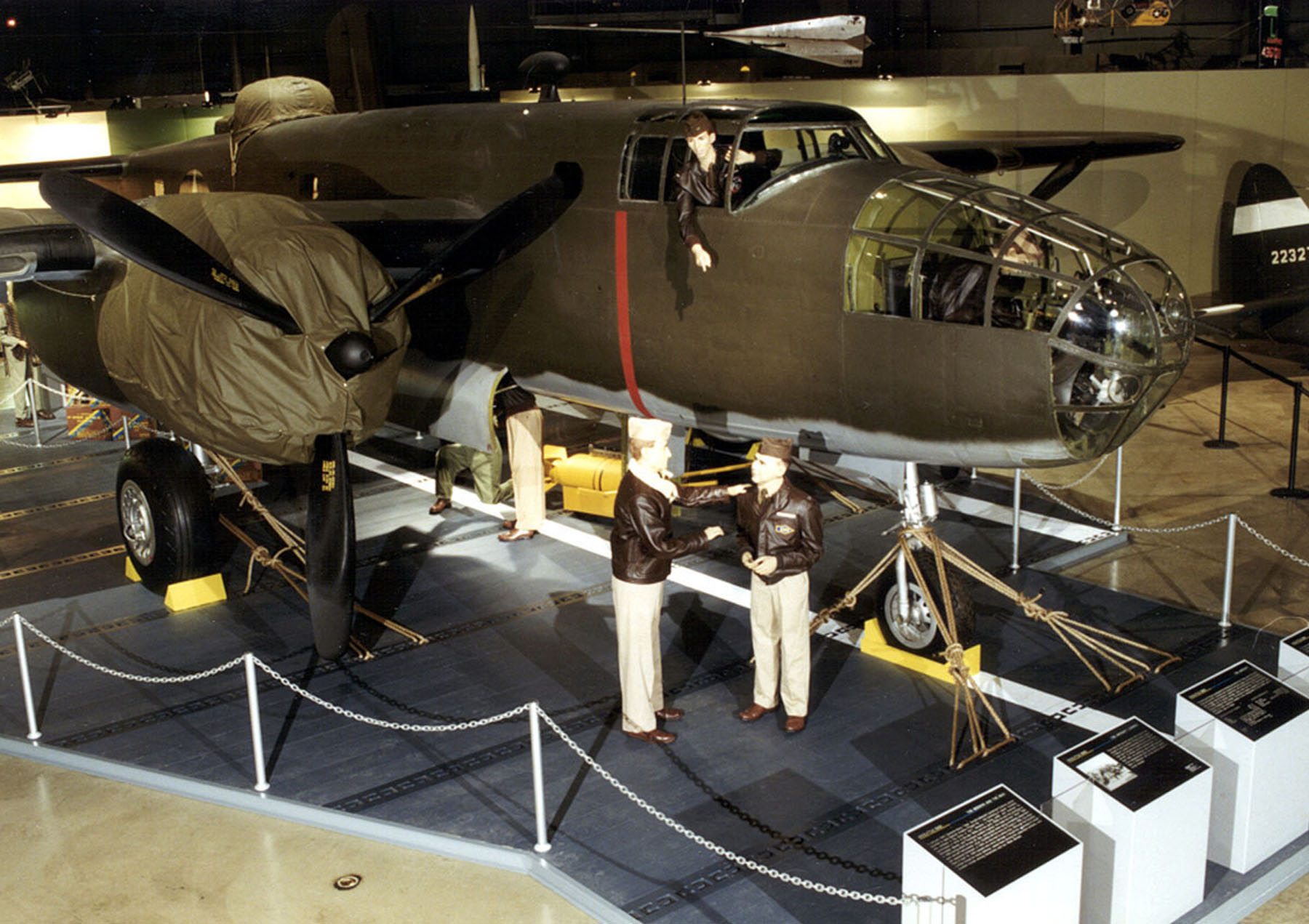
B-25 eksponowany w Narodowym Muzeum Sił Powietrznych Stanów Zjednoczonych

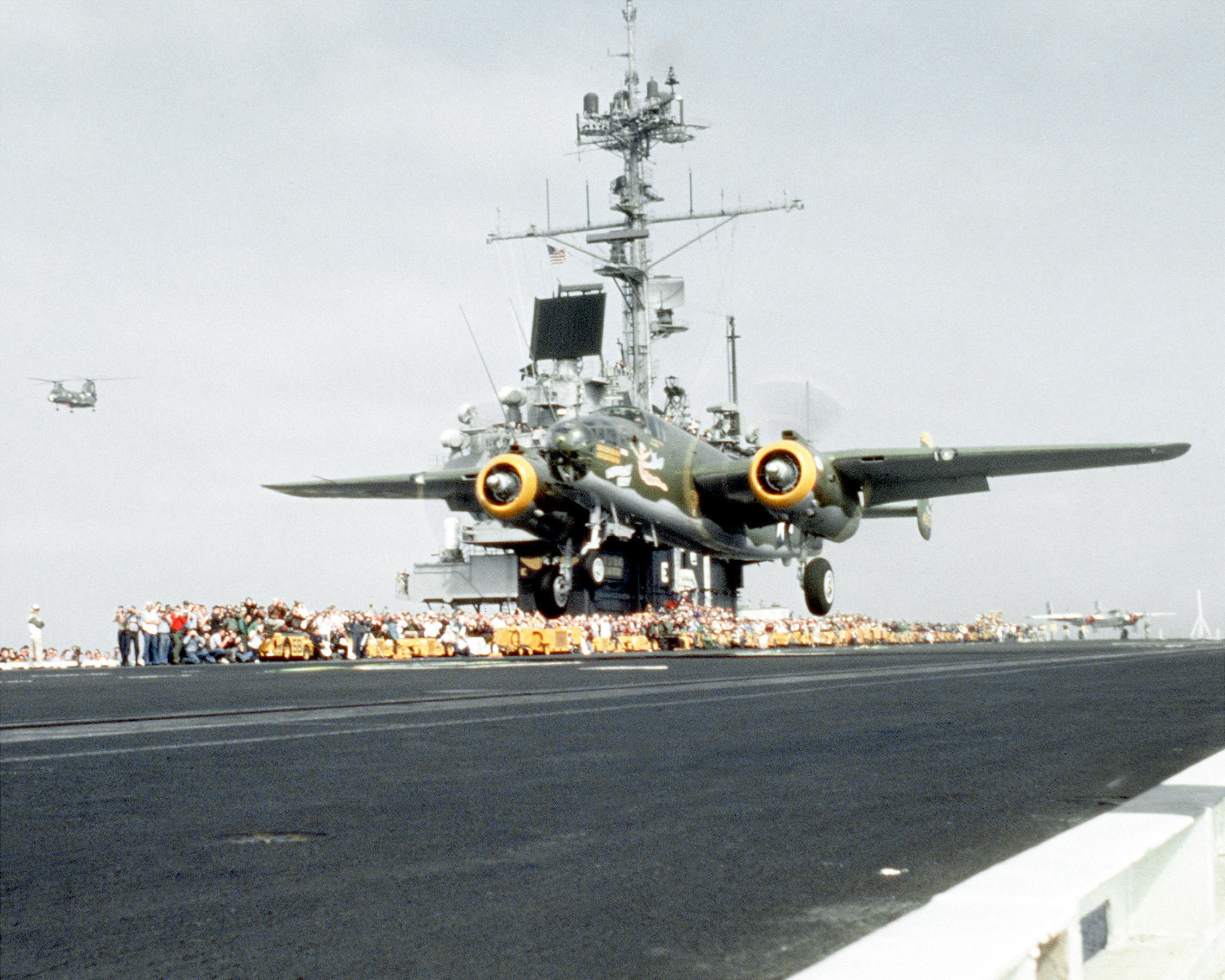
B-25 startujący z pokładu USS „Ranger” 21 kwietnia 1992

Od końca lat 40. uczestnicy rajdu niemal co roku spotykali się na uroczystym zjeździe, którego stałym elementem był apel poległych i toast za kolegów zmarłych w ciągu poprzedniego roku. Był on wznoszony przy pomocy specjalnych, srebrnych pucharów. Na każdym z nich wyryte jest nazwisko uczestnika rajdu. Puchary tych, którzy nie żyją, stawiane są do góry stopką, jednak na każdym można odczytać nazwisko, ponieważ wygrawerowane ono jest dwukrotnie – w pozycji normalnej i odwróconej. Zakładano, że kiedy przy życiu pozostaną dwaj ostatni członkowie rajdu, toast zostanie wzniesiony po raz ostatni. Posłużyć do niego miała butelka koniaku Hennessy rocznik 1896 – rok urodzenia Doolittle’a – która towarzyszyła każdemu zjazdowi od 1960 roku. Od 2006 roku puchary i koniak były eksponowane w Narodowym Muzeum Sił Powietrznych Stanów Zjednoczonych.
W 68. zjeździe w Dayton w 2010 roku było już w stanie uczestniczyć tylko czterech uczestników nalotu (Cole, Griffin, Hite i Thatcher). 8 kwietnia 2013 roku jedyny z nich, któremu stan zdrowia na to pozwalał (Hite), przybył tradycyjnie do bazy lotniczej Eglin.
W tym samym roku, ostatni żyjący uczestnicy rajdu zorganizowali ostatni, 71. zjazd publiczny. Odbył się on w listopadzie 2013 roku w Fort Walton Beach na Florydzie, niedaleko bazy USAF w Eglin, gdzie lotnicy byli szkoleni do nalotu. Uczestniczyło w nim trzech lotników: Cole, Saylor i Thatcher. Wznieśli oni toast wspomnianym koniakiem i krótkim przemówieniem Cole’a zakończyli ostatecznie „misję nad Tokio”.
11 stycznia 2011 roku zmarł ostatni dowódca maszyny biorącej udział w nalocie – Bill Bower, II pilot bombowca numer 12 (Fickle Finger of Fate), który odszedł w wieku 93 lat w Boulder, w stanie Kolorado.
W kwietniu 2018 roku, 76 lat po rajdzie, po śmierci Thomasa C. Griffina, nawigatora maszyny nr 9, (zm. w lutym 2013 w wieku 96 lat), Edwarda Saylora – mechanika pokładowego i strzelca w samolocie numer 15 (zmarłego w styczniu 2015 w wieku 95 lat), Roberta L. Hite’a – II pilota maszyny nr 16, który zmarł w marcu 2015 w wieku 95 lat oraz mechanika pokładowego i strzelca w samolocie numer 7 – Davida J. Thatchera w czerwcu 2016 (zm. w wieku 94 lat), przy życiu pozostawał już tylko jeden uczestnik nalotu: drugi pilot samolotu nr 1, podpułkownik Richard E. Cole. Zmarł on 9 kwietnia 2019 roku.
Sam Doolittle dożył sędziwego wieku 96 lat (zmarł w 1993 roku). W 1985 roku otrzymał z rąk prezydenta Ronalda Reagana (1911–2004) czwartą generalską gwiazdkę.
Najwięcej pamiątek związanych z rajdem Doolittle’a można obecnie zobaczyć w Narodowym Muzeum Sił Powietrznych Stanów Zjednoczonych koło Dayton. Najatrakcyjniejszą z nich jest oryginalny B-25 przekazany muzeum w 1958 roku. Nie jest to wersja samolotu, jaka brała udział w nalocie na Tokio, jednak malowanie i oznaczenia są takie same, jak w samolocie Doolittle’a. Silniki maszyny i wieżyczka górnego strzelca przykryte są pokrowcami, tak samo, jak w samolotach Doolittle’a na pokładzie Horneta. Całości ekspozycji dopełniają manekiny w mundurach lotników biorących udział w nalocie. W muzeum można zobaczyć spadochron jednego z członków rajdu, którego użył do skoku nad Chinami oraz elementy wyposażenia lotników i ich przedmioty osobiste. Fragmenty wraku jednego z samolotów oraz medale Doolittle’a są również eksponowane w National Air and Space Museum w Waszyngtonie.
21 kwietnia 1992 roku, w ramach obchodów 50. rocznicy wybuchu drugiej wojny światowej na Pacyfiku, z lotniskowca USS „Ranger” wystartowały dwa B-25, odtwarzając rozpoczęcie nalotu Doolittle’a na Tokio. Impreza odbyła się w obecności 1500 oficjalnych gości, w tym dwóch uczestników rajdu.
We wrześniu 2016 roku amerykański samolot bombowy o obniżonej wykrywalności Northrop Grumman B-21 opracowywany dla sił powietrznych Stanów Zjednoczonych w ramach programu Long Range Strike Bomber (LRS-B) został nazwany „Raider” dla upamiętnienia rajdu Doolittle’a.

## Wpływy kulturowe

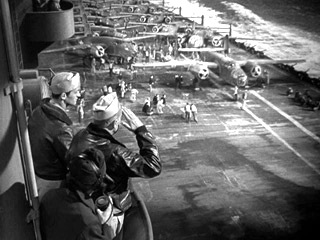
Kadr z filmu 30 sekund nad Tokio – B-25 startujące do nalotu

- W 1944 powstał w USA film pt. 30 sekund nad Tokio będący sfabularyzowanym i dostosowanym do potrzeb propagandy wojennej zapisem operacji i przygotowań do niej. W rolę Jamesa Doolittle’a wcielił się Spencer Tracy. Motyw nalotu na Tokio pojawił się ponownie w megaprodukcji z 2001 roku pt. Pearl Harbor. Tym razem rolę Doolittle’a powierzono Alecowi Baldwinowi. Motyw rajdu Doolittle’a pojawił się również w tle głównej akcji filmów z 1943 roku: Bombardier i Destination Tokyo. O rajdzie na Tokio i wypowiedzi Roosevelta o samolotach startujących z Shangri-La jest mowa w pierwszej scenie głośnego filmu z 1976 roku pt. Bitwa o Midway.
- W 1975 amerykański zespół grający muzykę postpunkową Pere Ubu jedną ze swoich piosenek zatytułował Thirty Seconds Over Tokyo[30].